# Шумен (община)
Шумен (болг. Община Шумен) — община в Болгарии. Входит в состав Шуменской области. Население составляет 118 633 человека (на 21.07.05 г.).

## Состав общины
В состав общины входят следующие населённые пункты:
1. Белокопитово
2. Благово
3. Васил-Друмев
4. Велино
5. Ветриште
6. Вехтово
7. Градиште
8. Дибич
9. Друмево
10. Ивански
11. Илия-Блысково
12. Кладенец
13. Конёвец
14. Костена-Река
15. Лозево
16. Мадара
17. Мараш
18. Новосел
19. Овчарово
20. Панайот-Волово
21. Радко-Димитриево
22. Салманово
23. Средня
24. Струино
25. Царев-Брод
26. Черенча
27. Шумен

1. ↑  НСИ Националният регистър на населените места (болг.)